# Малад Сити
Малад Сити (на английски: Malad City) е град в окръг Оунайда, щата Айдахо, САЩ. Малад Сити е с население от 2158 жители (2000) и обща площ от 4,3 km². Намира се на 1387 m надморска височина. ЗИП кодът му е 83252, а телефонният му код е 208.